# Япония във Втората световна война
Япония участва във Втората световна война на страната на Тристранния пакт през цялото време на войната.
Още от 1937 година Япония е във война с Китай, която става част от Втората световна война след нападението над Пърл Харбър на 7 декември 1941 година, с което Япония влиза във война със Съюзниците в Далечния Изток. През следващите месеци японците установяват контрол над голяма част от Югоизточна Азия и Океания. Скоро след битките при Мидуей и Гуадалканал Съюзниците постепенно изземат инициативата и настъпват към Япония, която е подложена на тежки бомбардировки и капитулира на 15 август 1945 година.